# Analiza urina
Klinički testovi urina ili urinoanaliza su različiti testovi urina u dijagnostičke svrhe. Analiza urina (UA) je jedna od najčešćih metoda medicinske dijagnoze. Reč urinoanaliza je portmanto reči urin i analiza. Ostali testovi su kultura u urinu (mikrobiološka kultura urina) i nivo elektrolita u urinu.
Postoje tri osnovne komponente za analizu urina: bruto pregled, hemijska evaluacija i mikroskopski pregled. Bruto ispitivanje ciljnih parametre koji se mogu meriti ili kvantifikovati golim okom (ili drugim čulima), uključujući zapreminu, boju, providnost, miris i specifičnu težinu.
Deo analize mokraće može se obaviti korišćenjem urinskih test traka, u kojima se rezultati ispitivanja mogu očitati kao promene boje. Druga metoda je svetlosna mikroskopija uzoraka urina.

## Ciljni parametri
Rezultati ispitivanja mokraće uvek se tumače korišćenjem referentnog raspona koji je dala laboratorija koja je izvršila ispitivanje ili koristeći informacije koje pruža proizvođač testne trake/uređaja.

### Boja
Slede primeri boja urina i njihovih uzroka (spisak nije potpun).
- Gotovo bezbojan: Prekomerni unos tečnosti za date uslove; nelečen dijabetes melitus, dijabetes insipidus i određene vrste nefritisa.
- Žut: izrazito žuti urin može ukazivati na prekomerni unos riboflavina (vitamina B2).
- Žuto-ćilibaran: normalan.
- Žuto-oblačan: prekomerni kristali (kristalurija) i / ili prekomerni gnoj (piurija).
- Narandžast: nedovoljan unos tečnosti za date uslove; unos narandžastih materija; unos fenazopiridina zbog urinarnih simptoma.
- Crven: curenje crvenih krvnih zrnaca ili hemoglobina iz takvih ćelija; hemoliza; unos crvenih materija.
- Taman:
  - Crvenkasto-narandžast: Unos pojedinih lekova ili drugih supstanci.
  - Ružičasto-žut do crvenkastosmeđeg: Unos pojedinih lekova ili drugih supstanci.
  - Tamnosmeđ: Unos pojedinih lekova ili drugih supstanci; oštećeni mišić (mioglobinurija usled rabdomiolize) od ekstremnog vežbanja ili drugih raširenih oštećenja, verovatno povezanih sa lekovima; izmenjena krv; bilirubinurija; unos fenolnih supstanci; neadekvatni metabolizam porfirina; melanin iz melanocitnih tumora; prisutnost abnormalnog oblika hemoglobina, methemoglobina.
  - Smeđe-crn do crnog: Unos supstanci ili lekova; izmenjena krv; problem sa metabolizmom homogentisične kiseline (alkaptonurija), koji takođe može izazvati tamne beonjače očiju i tamne obojane unutrašnje organe i tkiva (ohronoza); Otrovanje lajsolom (proizvodom koji sadrži fenole); melanin iz melanocitnih tumora). Parafenilendiamin je visoko toksičan sastojak formulacija boja za kosu koji može da izazove akutnu povredu bubrega i rezultira crnim urinom.[5]
  - Ljubičast zbog sindroma purpurne mokraćne kese.[5]
- Magenta do ljubičasto-crvene boje: Prisutnost fenolftaleina, stimulativnog laksativa koji je prethodno pronađen u senozidu.[6]
- Zelen ili taman sa zelenkastim nijansama: Žutica (bilirubinurija); problem sa metabolizmom žuči. Nedavna operacija koja zahteva visoke doze infuzije propofola.[5] Upotreba leka (Uribel) koji je sličan fenazopiridinu za ublažavanje urinarnih simptoma.
- Ostale boje: Razne materije unesene u hranu ili piće, posebno do 48 sati pre prisustva obojenog urina.[7]

### Miris
Miris (zadah) urina može normalno da varira od bezmirisnog (kada je veoma blago obojen i razblažen) do znatno jačeg zadaha kada je osoba dehidrirana, a mokraća koncentrovana. Kratke promene mirisa su obično samo zanimljive i nisu medicinski značajne. (Primer: nenormalan miris koji mnogi mogu otkriti nakon konzumiranja špargle.) Urin dijabetičara koji doživljavaju ketoacidozu (urin koji sadrži visoke nivoe ketonskih tela) može imati voćni ili slatki miris.

### Joni i metali u tragovima
| Cilj                          | Donji limit | Gornji limit | Jedinica    | Komentari | LOINC kodovi |
| ----------------------------- | ----------- | ------------ | ----------- | --- | ------------ |
| Nitrit                        | n/a         |              |             | Prisustvo nitrita u urinu, zvano nitriturija, ukazuje na prisustvo koliformnih bakterija. |              |
| Natrijum (Na) – dnevno          | 150         | 300          | mmol / 24 h | Analiza mokraće često se zahteva tokom analize akutne povrede bubrega. Potpuna funkcija bubrega može se otkriti jednostavnom metodom testne trake. | 2956-1       |
| Kalijum (K) – dnevno          | 40          | 90           | mmol / 24 h | Urinski K se može određivati u okviru analize hipokalemije. U slučaju gubitka K u gastrointestinalnom traktu, urinski K će biti nizak. U slučaju bubrežnog gubitka K, nivo K u urinu će biti visok. Smanjeni nivoi urina K uočljivi su i kod hipoaldosteronizma i nadbubrežne insuficijencije. | 2829-0       |
| Urinarni kalcijum () – dnevno | 15          | 20           | mmol / 24 h | Abnormalno visok nivo naziva se hiperkalciurija, a abnormalno niska stopa hipokalciurija. | 14637-3      |
| Urinarni kalcijum () – dnevno | 100         | 250          | mg / 24 h   | Abnormalno visok nivo naziva se hiperkalciurija, a abnormalno niska stopa hipokalciurija. | 6874-2       |
| Fosfat (P) – dnevno           | n/a         | 38           | mmol / 24 h | Fosfaturija je hiperekskrecija fosfata u urinu. Ovo stanje je podeljeno na primarni i sekundarni tip. Primarnu hiperfosfaturiju karakteriše direktno izlučivanje fosfata putem bubrega, npr. kod primarne disfunkcije bubrega, kao i direktno dejstvo mnogih klasa diuretika na bubrege. Uz to, sekundarni uzroci, uključujući oba tipa hiperparatiroidizma, izazivaju hiperekskreciju fosfata u urinu. | 14881-7      |

Parametar vezan za natrijum je frakciono izlučivanje natrijuma, što je procenat natrijuma koji filtrira bubreg, koji se izlučuje urinom. To je koristan parametar kod akutnog zatajenja bubrega i oligurije, čija vrednost ispod 1% ukazuje na prerenalnu bolest, a vrednost iznad 3% ukazuje na akutnu tubularnu nekrozu ili druga oštećenja bubrega.

### Proteini i enzimi
| Cilj                              | Donji limit | Gornji limit              | Jedinica | Komentari |
| --------------------------------- | ----------- | ------------------------- | -------- | --- |
| Protein                           | 0           | količine u tragovima / 20 | mg/dl    | Proteini se mogu meriti Albustiks testom. Pošto su proteini veoma veliki molekuli (makromolekuli), oni se normalno ne nalaze u merljivim količinama u glomerularnom filtratu ili u urinu. Otkrivanje proteina u urinu, zvano proteinurija, može ukazivati na povećanu propustljivost glomerula. To može biti uzrokovano bubrežnim infekcijama ili drugim bolestima koje su sekundarno pogodile bubrege, poput hipertenzije, dijabetes melitusa, žutice ili hipertireoze. |
| Ljudski horionski gonadotropin (hCG) | –           | 50                        | U/l      | Ovaj hormon se pojavljuje u urinu trudnica. Takođe se pojavljuje u slučajevima raka testisa kod muškaraca. Kućni testovi trudnoće obično otkrivaju ovu supstancu. |

### Krvne ćelije
| Cilj                                                 | Donji limit | Gornji limit  | Jedinica                                       | Komentari |
| ---------------------------------------------------- | ----------- | ------------- | ---------------------------------------------- | --- |
| Crvena krvna zrnca (RBCs) / eritrociti               | 0           | 2 – 3         | po polju visoke snage (HPF)                    | Mogu biti prisutna kao netaknute ćelije, što ukazuje na krvarenje. Čak je i količina krvi u tragovima dovoljna da celi uzorak urina dobije crveno/ružičastu nijansu, što stvara poteškoće u proceni količine krvarenja grubim pregledom. Hematurija može nastati zbog generalizirane dijateze krvarenja ili problema specifičnih za urinarni trakt (trauma, kamen ... urolitijaza, infekcija, malignitet itd.) ili artefakta kateterizacije u slučaju da se uzorak uzme iz vreće za prikupljanje, u kojem slučaju na ponovljeni test treba poslati sveži uzorak urina. Ako su crvena krvna zrnca bubrežnog ili glomerularnog porekla (zbog glomerulonefritisa), ona imaju mehanička oštećenja nastala pri glomerularnom prolasku, a zatim osmotska oštećenja duž tubula, te se pojavljuju dismorfne karakteristike. Dismorfna crvena krvna zrnaca u mokraći koja su najkarakterističnija za glomerularno poreklo nazivaju se „ćelije G1”, torusni prstenovi s izbočenim okruglim mehurićima koji ponekad izgledaju poput glave Mikija Mausa (sa ušima). Bezbolna hematurija bezglomerularnog porekla može biti znak maligniteta mokraćnih puteva, što može opravdati temeljitije citološko istraživanje. |
| RBC odlivi                                           | n/a         | 0 / negativan | po polju visoke snage (HPF)                    | |
| Bela krvna zrnca (WBCs) / leukociti / (ćelije gnoja) | 0           | 2 / negativan | po polju visoke snage (HPF)                    | Za više informacija pogledajte: Leukocitourija |
| Bela krvna zrnca (WBCs) / leukociti / (ćelije gnoja) | –           | 10            | po µl ili mm³                                  | „Znatna leukocitourija” koja je veća ili jednaka od 10 leukocita po mikrolitru (µl) ili kubnom milimetru (mm³) |
| „krv” / (zapravo hemoglobin)                         | n/a         | 0 / negativan | kvantitativna skala testnog štapića od 0 do 4+ | Hemoglobinurija ukazuje na in vivo hemolizu, ali se mora razlikovati od hematurije. U slučaju hemoglobinurije, urinski testni štapić pokazuje prisustvo krvi, ali na mikroskopskom pregledu ne vidi RBC. Ako je hematurija praćena artefaktnom eks vivo ili in vitro hemolizom u prikupljenom urinu, test štapićem će takođe biti pozitivan na hemoglobin i teško se može protumačiti. Boja urina takođe može biti crvena zbog izlučivanja crvenkastih pigmenata ili lekova. |